# Maria Comnena (porfirogênita)
Maria Comnena (em grego: Μαρία Κομνηνή; romaniz.: Maria Komnēnē; Constantinopla, março de 1152 – julho de 1182) era a filha mais velha do imperador bizantino Manuel I Comneno com sua primeira esposa, Irene de Sulzbach. Ficou conhecida como Porfirogênita por ter "nascido no quarto púrpura", ou seja, nascido no Grande Palácio de Constantinopla enquanto seus pais já reinavam.
Maria provavelmente nasceu em março de 1152. Em 1163, ficou noiva do futuro rei Béla III da Hungria e Manuel, sem esperanças de ter um filho legítimo, estava pronto para nomear Béla, a quem ele havia dado o novo título cortesão de déspota e que havia rebatizado de "Aleixo" (Alexios, como seu herdeiro aparente. O noivado foi rompido em 1169 depois que o filho de Manuel, Aleixo, nasceu. Maria foi então prometida para o rei Guilherme II da Sicília, mas este arranjo também foi desfeito pelo imperador. Finalmente, em 1179, Maria se casou com Rainério de Monferrato, que foi rebatizado de "João" e recebeu o título de césar.
Depois da morte de Manuel em 1100, Maria e Renier se envolveram nas intrigas contra a madrasta de Maria, a imperatriz Maria de Antioquia, que na época governava como regente de seu jovem filho, o então imperador Aleixo II. Uma revolta irrompeu contra ela, encorajada por Maria e Renier, mas o golpe de estado fracassou. Os dois morreram em seguida, possivelmente envenenados, depois que a regência foi usurpada por Andrônico Comneno, um primo pelo lado paterno de Manuel.

## Bibligrafia
- Coniates, Nicetas, Historia, ed. J.-L. Van Dieten, 2 vols., Berlin and New York, 1975; trans. as O City of Byzantium, Annals of Niketas Choniates, by H.J. Magoulias, Detroit; Wayne State University Press, 1984. (em inglês)